# Édouard Rolin-Jaequemyns
Édouard Gustave Marie Rolin-Jaequemyns (* 23. Januar 1863 in Gent; † 11. Juli 1936 in Brüssel) war ein belgischer Jurist, Diplomat und Politiker. Er wirkte unter anderem von 1925 bis 1926 als belgischer Innenminister, von 1928 bis 1930 als Mitglied des Ständigen Schiedshofs und von 1931 bis 1936 als Richter am Ständigen Internationalen Gerichtshof.

## Leben
Édouard Rolin-Jaequemyns wurde 1863 in Gent geboren und studierte Geisteswissenschaften in seiner Heimatstadt und in Paris sowie Natur- und Rechtswissenschaften in Gent und Brüssel. Er promovierte 1884 in Gent und ließ sich dort zunächst als Anwalt nieder. Ab 1891 gehörte er dem Institut de Droit international (Institut für Völkerrecht) als assoziiertes und ab 1896 als ordentliches Mitglied an. Von 1891 bis 1894 war er Schatzmeister des Instituts, im Jahr 1923 leitete er die 31. Sitzung sowie 1936 die 40. Zusammenkunft des Instituts, die jeweils in Brüssel stattfanden. Vom 17. Juni 1925 bis zum 19. Mai 1926 war er für die Unitaire Liberale Partij Innen- und Gesundheitsminister seines Heimatlandes. In den Jahren von 1928 bis 1930 wirkte er als Mitglied des Ständigen Schiedshofs in Den Haag, und anschließend von 1931 bis zu seinem Tod im Jahr 1936 als Richter am Ständigen Internationalen Gerichtshof. Sein Nachfolger in dieser Position wurde Charles De Visscher.
Im diplomatischen Bereich wirkte Edouard Rolin-Jaequemyns unter anderem als Generalkonsul Siams in Belgien und vertrat das Land, mit Unterstützung durch seinen Vater Gustave Rolin-Jaequemyns, bei der Haager Friedenskonferenz von 1899. Darüber hinaus war er zwischen 1928 und 1930 mehrfach Mitglied der belgischen Delegationen zu den Sitzungen des Völkerbundes. Von 1920 bis 1925 gehörte er für sein Heimatland als Hochkommissar dem Interalliierten Hohen Ausschuss für die Rheinlande (Rheinlandkommission) an, der von 1920 bis 1930 bestand und nach dem Ersten Weltkrieg die von Frankreich, Belgien, Großbritannien und den USA besetzten Gebiete des Rheinlandes verwaltete.
Édouard Rolin-Jaequemyns starb 1936 in Brüssel. Neben seinem Vater, der unter anderem das Institut de Droit international mitgegründet hatte und von 1878 bis 1884 wie sein Sohn auch als belgischer Innenminister wirkte, waren auch sein Onkel Albéric Rolin sowie dessen Sohn Henri Rolin als Juristen im Bereich des Völkerrechts tätig.